# Occidozyga
Occidozyga és un gènere de granotes de la família Ranidae.

## Taxonomia
- Occidozyga baluensis (Boulenger, 1896).
- Occidozyga borealis (Annandale, 1912).
- Occidozyga celebensis (Smith, 1927).
- Occidozyga diminutivus (Taylor, 1922).
- Occidozyga floresianus (Mertens, 1927).
- Occidozyga laevis (Günther, 1858).
- Occidozyga lima (Gravenhorst, 1829).
- Occidozyga magnapustulosus (Taylor & Elbel, 1958).
- Occidozyga martensii (Peters, 1867).
- Occidozyga semipalmatus (Smith, 1927).
- Occidozyga sumatrana (Peters, 1877).
- Occidozyga vittatus (Andersson, 1942).